# Carcelia talwurrapin
Carcelia talwurrapin är en tvåvingeart som beskrevs av Cantrell 1985. Carcelia talwurrapin ingår i släktet Carcelia och familjen parasitflugor. Inga underarter finns listade i Catalogue of Life.